# Ľuboš Hudák
Ľuboš Hudák (* 4. listopadu 1968, Detva, Československo) je bývalý československý házenkář. Po skončení aktivní kariéry působí jako trenér.
S týmem Československa hrál na letních olympijských hrách v Barceloně v roce 1992, kde tým skončil na 9. místě. Nastoupil v 6 utkáních a dal 9 gólů. Na klubové úrovni hrál za ŠKP Bratislava.